# Karl Breitsprecher
Karl Friedrich Johannes Breitsprecher (* 22. Januar 1901 in Berlin; † 14. April 2002 in Braunschweig) war ein deutscher Maler.

## Leben
Karl Breitsprecher wuchs als Kind von Amalie und Johannes Breitsprecher im Hinterhaus einer Berliner Mietskaserne auf. Nach der Schulzeit ging er zunächst als Theatermaler, Filmarchitekt und Bühnen-Dekorateur zur UFA.
Nach dem Zweiten Weltkrieg ließ sich Breitsprecher 1945 in Braunschweig nieder, wo er viele Landschaftsbilder in Riddagshausen malte. 1977 war er der erste Maler, der in der Klosterkirche Riddagshausen seine Werke ausstellte. Nachdem zunächst noch diskutiert worden war, ob weltliche Kunst in eine Kirche passt, wurde die Ausstellung im Folgejahr mit mehreren Künstlern wiederholt.
Er war auch der erste Maler, der seine Werke im Städtischen Museum Braunschweig ausstellte. In der Dauerausstellung „Mensch, Maschine!“ im Braunschweiger Altstadtrathaus ist seit Anfang 2023 das Werk  „Maschine - Menschen“ von 1947 ausgestellt, welches einen Blick in die Fertigungshalle der Panther Fahrradwerke zeigt und die Industriegeschichte des 20. Jahrhunderts dokumentiert.
Breitsprecher starb am 14. April 2002 in Braunschweig. Er wurde auf dem dortigen Hauptfriedhof beigesetzt.